# 羽裂条果芥
羽裂条果芥（学名：Parrya pinnatifida）为十字花科条果芥属下的一个种。

## 扩展阅读
- 維基物種上的相關：羽裂条果芥